# Nanda Herbermann
Maria Ferdinanda Herbermann (* 29. Dezember 1903 in Münster; † 2. August 1979 in Beelen) war eine deutsche Autorin und während der Zeit des Nationalsozialismus Kritikerin des NS-Regimes. Sie war eine enge Mitarbeiterin des Jesuiten und Widerstandskämpfers Friedrich Muckermann. 1941 wurde sie für mehrere Monate verhaftet und anschließend für anderthalb Jahre in ein Konzentrationslager verbracht. Nach dem Zweiten Weltkrieg nahm sie ihre Autorentätigkeit wieder auf. Sie wurde in Münster Vorsitzende des Anerkennungsausschusses für Politische, Rassische und Religiös Verfolgte.

## Leben
Herbermann entstammte einer tiefreligiösen römisch-katholischen Familie und wuchs mit zehn Geschwistern auf. Ihr Vater war Finanzbeamter. Nachdem sie die Höhere Töchterschule ohne Abschluss verlassen hatte, war sie eine Zeit lang als Gasthörerin für Kunstgeschichte und Literatur an der Universität Münster eingeschrieben. In den 1920er Jahren nahm sie Schauspielunterricht und trat im Theater auf. Sie freundete sich mit dem Maler Ernst Hase an.
Im Anschluss an eine Buchhandelsausbildung wurde Herbermann 1928 die Privatsekretärin des Jesuitenpaters Friedrich Muckermann. Für dessen Zeitschrift Der Gral betreute sie das Redaktions- und Korrespondenzbüro und verfasste zahlreiche, auch regimekritische Artikel. Als Muckermann 1934 vor einer drohenden Verhaftung durch die Gestapo in die Niederlande floh, war Herbermann in Münster allein für die Redaktion des Gral verantwortlich. Muckermann gründete dann zusammen mit Josef Steinhage in Oldenzaal die Zeitung Der Deutsche Weg.
Vor allem in den ersten Jahren des Deutschen Wegs, bis Muckermann 1936 nach Rom beordert wurde und solche Aktionen zunehmend gefährlich wurden, sorgte Herbermann – oft zusammen mit Albert Maring – im Rahmen grenznaher Treffen für den Informationsaustausch zwischen den Redaktionen in Münster und Oldenzaal.
Herbermann geriet unter den Verdacht, als Mittlerin zwischen Muckermann und dem Münsteraner Bischof Clemens August Graf von Galen zu arbeiten. Aufgrund fehlender Beweise verhaftete man sie am 4. Februar 1941 unter fadenscheinigen Anschuldigungen. Nach monatelangen Verhören und Einzelhaft in Münster wurde sie im August 1941 in das Frauenkonzentrationslager Ravensbrück überstellt. Dort wurde sie Blockälteste für 400 Prostituierte im Lager. Auf Intervention ihrer Familie bei Heinrich Himmler wurde sie im März 1943 freigelassen.
Danach wohnte sie wieder in Münster und stand unter Beobachtung der Gestapo. Sie arbeitete als Lektorin im Verlag „Der Westfale“, der sie vor dem „vollkommenen Zusammenbruch“ bewahrt habe, denn ohne berufliche Anstellung wäre sie, ungeachtet ihrer körperlichen Verfassung, zur Arbeit in der Rüstungsindustrie gezwungen worden. Laut Herbermann habe es in Münster sonst niemand wagen wollen, jemanden einzustellen, der durch das Konzentrationslager politisch so verdächtig gewesen sei.
Nach dem Zweiten Weltkrieg war Herbermann in Münster als Schriftstellerin und Autorin von Zeitungs- und Zeitschriftenartikeln tätig. Sie wurde in ihrer Heimatstadt Vorsitzende des Anerkennungsausschusses für Politische, Rassische und Religiös Verfolgte.
Mit Der gesegnete Abgrund. Schutzhäftling Nr. 6582 im Frauenkonzentrationslager Ravensbrück veröffentlichte Herbermann 1946 im Nachkriegsdeutschland einen der ersten biografischen Berichte aus einem Konzentrationslager. Im Jahr 2000 erschien in den USA eine englische Übersetzung des Buches von Elizabeth Baer und Hester Baer.
Am 31. Januar 1954 wurde sie als eine der ersten Frauen in der Bundesrepublik mit dem Bundesverdienstkreuz am Bande ausgezeichnet. Zum 70. Geburtstag erhielt sie durch Bischof Heinrich Tenhumberg die Paulus-Plakette.
Herbermann starb am 2. August 1979 und ist auf dem Zentralfriedhof Münster begraben.
In Münster wurde ihr zum Gedenken 2002 der Nanda-Herbermann-Weg benannt.

## Auszeichnungen
- 1954 Bundesverdienstkreuz am Bande
- 1973 Paulus-Plakette

## Schriften
- Der gesegnete Abgrund: Schutzhäftling Nr. 6582 im Frauenkonzentrationslager Ravensbrück. Glock & Lutz, Nürnberg/Bamberg/Passau 1946; vierte Auflage 2002
  - englische Ausgabe: The blessed abyss. Inmate #6582 in Ravensbrück concentration camp for women. Wayne State University Press, Detroit 2000, ISBN 0-8143-2904-7.
- In memoriam P. Friedrich Muckermann S. J. Giesel, Celle 1948.
- Was Liebe erträgt …. Giesel, Celle 1949.
- Friedrich Muckermann. Ein Apostel unserer Zeit. Schöningh, Paderborn 1953.
- … Deine Angelika: Briefe an Niemand. Martin Verlag Berger, Buxheim 1962.

### Übersetzungen
- (aus dem Niederländischen, mit einem Vorwort) Edmond Nicolas: Auferstehung des Christentums. Joseph Giesel Celle, 1948.